# Hermann Brehmer (Mediziner)

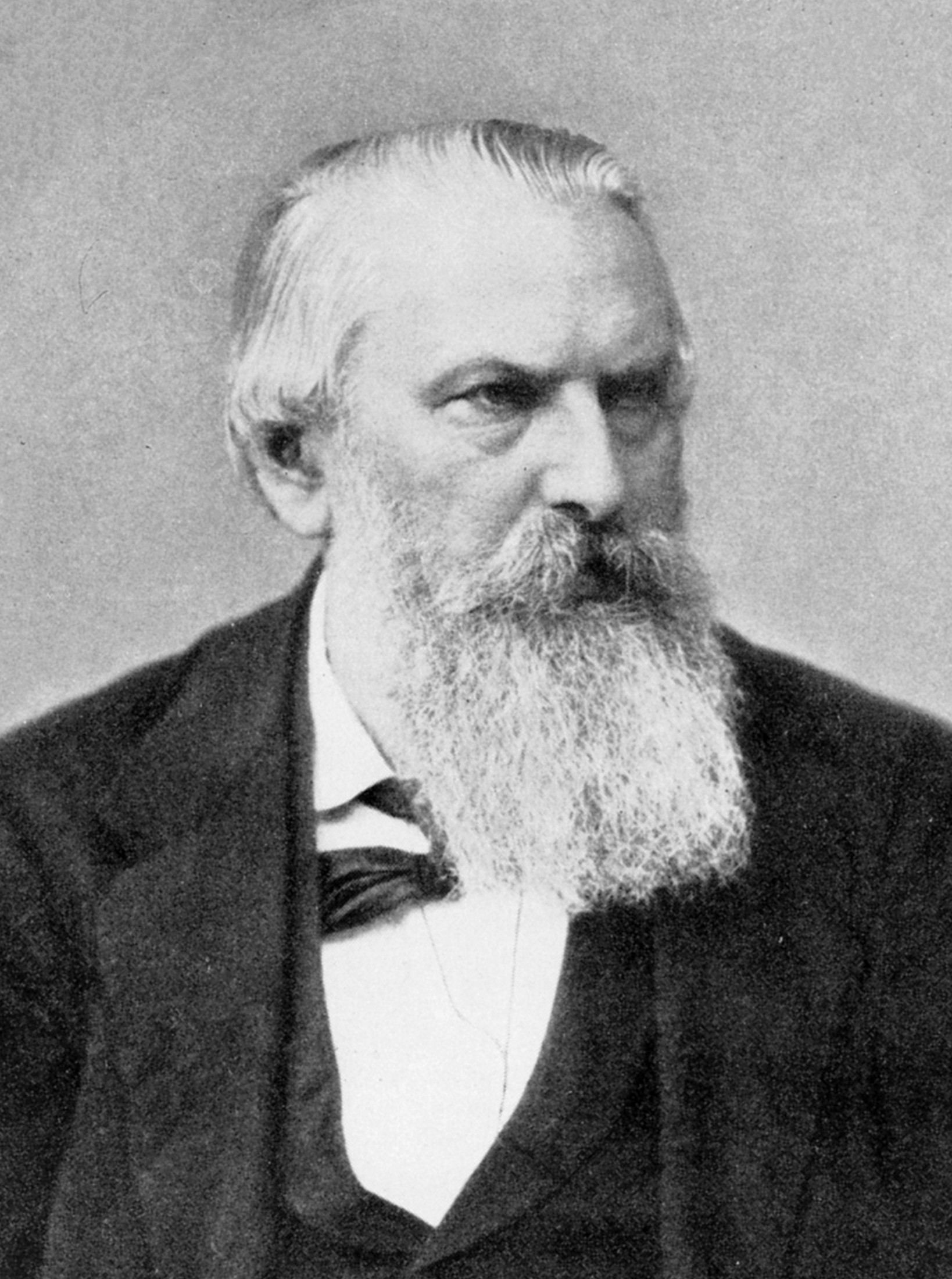
Hermann Brehmer

Gustav Adolf Robert Hermann Brehmer (* 14. August 1826 in Kurtsch, Landkreis Strehlen, Provinz Schlesien; † 23. Dezember 1889 in Görbersdorf, Landkreis Waldenburg) war ein schlesischer Arzt, der das erste deutsche Sanatorium für die systematische Freilufttherapie von Lungentuberkulose gründete.

## Leben
Hermann Brehmer war der Sohn eines Gutsbeamten. Nach Abschluss des Elisabeth-Gymnasiums in Breslau studierte er 1847–1850 Mathematik, Astronomie und Naturwissenschaften an der Universität Breslau. Im Februar 1850 war er stimmberechtigter Delegierter auf dem Kongress der Arbeiterverbrüderung in Leipzig. Er gehörte mit Louis Heilberg 1850 zu den führenden Mitgliedern der Breslauer Gemeinde des Bundes der Kommunisten. 1850 ging er ans Herbarium nach Berlin. Unter dem Einfluss des Physiologen Johannes Müller, der damals an der Humboldt-Universität zu Berlin lehrte, wechselte er vom Mathematik- zum Medizinstudium. Seine 1853 veröffentlichte Dissertation trug den Titel De legibus ad initium atque progressum tuberculosis pulmonum spectantibus (Über die Gesetze der Entstehung und des Fortschreitens der Tuberkulose der Lunge). Sie drückte seine Zuversicht aus, Tuberkulose im Frühstadium heilen zu können. Sein Plan, ein Sanatorium ausschließlich für Tuberkulosepatienten zu eröffnen, stieß zunächst auf behördlichen Widerstand, der sich jedoch dank der Unterstützung von Alexander von Humboldt und Johann Lukas Schönlein überwinden ließ. Am 1. Mai 1853 wurde Hermann Brehmer unter der Präsidentschaft von Christian Gottfried Daniel Nees von Esenbeck unter der Matrikel-Nr. 1676 mit dem akademischen Beinamen Priessnitz als Mitglied in die Kaiserliche Leopoldino-Carolinische Deutsche Akademie der Naturforscher aufgenommen.
Er war mit Amalie von Colomb (1810–1866), Tochter des Regierungspräsidenten Ludwig von Colomb, verheiratet. Sie war auch die jüngere Schwester von Marianna von Colomb (1808–1868), die die Wasserheilanstalt in Görbersdorf leitete.

## Die Brehmer´sche Heilanstalt für Lungenkranke in Görbersdorf
Am 2. Juli 1854 konnte Brehmer im schlesischen Görbersdorf (damals ein Dorf mit 900 Einwohnern) die Brehmersche Heilanstalt für Lungenkranke eröffnen, womit er als Begründer der Lungenheilstättenbehandlung gilt. Jedoch musste er bis 1859 warten, bis er eine behördliche Konzession erhielt, eine Heilanstalt für Lungenkranke zu führen. Dabei hatte Brehmer in Alexander von Humboldt und Lucas Schönlein bedeutende Fürsprecher.
Er setzte seine Patienten ausgiebig der frischen Höhenluft bei guter Ernährung aus. Nach einem frühen Frühstück verbrachten die Kranken den ganzen Tag im Freien. Nachts waren die vorhanglosen Fenster geöffnet; das Heizen war nur beim Anziehen gestattet. Das Sanatorium begann mit einer kleinen Gruppe von Häuschen, wuchs dann aber auf 300 Betten an. Die Erfolge übertrafen alle früheren Behandlungsmethoden.
Brehmers Werk wurde von einem seiner Patienten, Dr. Peter Dettweiler (1837–1904), fortgesetzt. Dieser gründete 1876 sein eigenes Sanatorium, die Heilanstalt Falkenstein im Taunus. Dettweiler setzte jedoch eigene Akzente und legte Wert auf Ruhe an Stelle von Bewegung. Die Erfolge von Brehmer und Dettweiler erregten internationales Aufsehen und fanden Nachahmer wie beispielsweise den amerikanischen Arzt Edward Livingston Trudeau und in der kanadischen Heilstätte Brehmer Rest Preventorium in Sainte-Agathe-des-Monts in Kanada.

Dr. Peter Dettweiler war in jungen Jahren Patient und später Assistenzarzt in Görbersdorf.
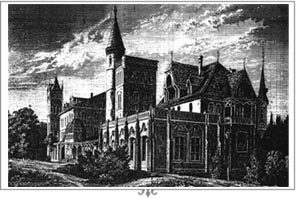
Brehmer´sche Heilanstalt Görbersdorf um 1870
Brehmer´sche Heilanstalt Görbersdorf

## Brehmers Behandlungsprinzipien
- "Wir wenden uns jetzt zur Darstellung der in der Heilanstalt in Görbersdorf angewendeten Kurmethode und was damit zusammenhängt. Da Görbersdorf nicht zu den sogenannten Bade- oder klimatischen Kurorten im gewöhnlichen Sinne zählt, so findet hier auch nicht wie anderswo eine bestimmte „Saison“ statt, die etwa von Mitte Mai ab bis Ende September dauert, sondern man findet das ganze Jahr hindurch Aufnahme in der Heilanstalt, wenn wir auch eingestehen müssen, dass die Sommermonate die Zeit der höchsten Frequenz sind. Patienten finden daher jederzeit Aufnahme, da jedoch im Vorfrühling die Schwindsucht gewöhnlich die stärksten Fortschritte zu machen pflegt, so ist es jedenfalls gerathen, wenn die Witterung es irgend gestattet, so früh als möglich die Heilanstalt in Görbersdorf aufzusuchen, damit man die für den Patienten gefährlichste Zeit schon in der Heilanstalt zubringt. Hat man einen oder zwei Tage in Görbersdorf verweilt und sich etwas von den Strapazen der Reise erholt, so erfolgt die erste Untersuchung des Patienten seitens des dirigierenden Arztes, Herrn Dr. Brehmer; nach etwa acht Tagen oft eine zweite, ausgeführt von einem der drei Assistenzärzte, Herren Dr. Dettweiler, Dr. Greveler oder Dr. Sokolowski. Bei diesen ersten Untersuchungen erhält nun der Betreffende von Dr. Brehmer auch zugleich Anweisungen über sein Verhalten, über den Aufenthalt in der frischen Luft, ob in sonniger oder schattiger Waldluft, über das Ersteigen der Berge und das Ausdehnen der Spaziergänge, welches sich leicht von den Aerzten bestimmen lässt, da die meisten Plätze nach und nach mit verschiedenen Namen belegt sind u. dergl. m.

- Der Wirthshausbesuch ist aufs strengste untersagt; einmal deshalb, weil man sich dadurch den so nothwendigen Aufenthalt in der frischen, wohlthuenden Gebirgsluft schmälert und dafür die schädliche, von Tabaksrauch und sonstigen der Gesundheit nachtheiligen Dünsten angefüllte Luft der Bierstuben einathmet; zum andern, weil nicht selten die Kranken sich über ihren Zustand leicht hinwegsetzen und bis spät in die Nacht hinein sich am Biergenuss erfreuen, wodurch sie natürlich einen argen Fehler in der ihnen vorgeschriebenen Lebensweise begehen, ihre Heilung nicht bloß unterbrechen, sondern auch wol gar unmöglich machen. Darum kann man einem Brustkranken nicht dringend genug rathen, doch ja mit der strengsten Gewissenhaftigkeit den Vorschriften der Aerzte nachzuleben. Ein kleiner Fehler rächt sich zu häufig durch die allerschlimmsten Folgen. Kann aber jemand einmal seine Natur nicht soviel beherrschen, sondern muss sich Extravaganzen hingeben, der sei dann später auch ehrlich genug, den Misserfolg seiner Kur sich selbst zuzuschreiben und nicht, wie es leider häufig genug geschieht, der Heilanstalt. Wer den ärztlichen Vorschriften durchaus nicht Folge leisten kann, der sollte billigerweise von vorneherein auf einen günstigen Kurerfolg verzichten und eine Heilanstalt nicht besuchen."[10]

## Schriften
- Die Gesetze und die Heilbarkeit der chronischen Tuberculose der Lunge. Beitrag zur pathologischen Physiologie. Th. Ch. F. Enslin, Berlin 1856.
- Die chronische Lungenschwindsucht, ihre Ursache und ihre Heilung. Für vorurtheilsfreie Ärzte und gebildete denkende Laien. Th. Ch. F. Enslin, Berlin 1857.
- Die chronische Lungenschwindsucht und Tuberkulose der Lunge. Ihre Ursache und ihre Heilung. 2., umgearb. Aufl. Th. Ch. F. Enslin, Berlin 1869.Digitalisat
- Beiträge zur Lehre von der chronischen Lungenschwindsucht in Form einer Antwort auf die Attentate des Dr. L. Rohden (in Lippspringe) gegen den Verfasser und dessen Arbeiten. Maruschke & Berendt, Breslau 1876. Digitalisat
- Die Aetiologie der chronischen Lungenschwindsucht, vom Standpunkt der klinischen Erfahrung. August Hirschwald, Berlin 1885. Digitalisat
- Die Immunität der Gebirgsbewohner von chronischer Lungenschwindsucht. In: Verhandlungen des X. schlesischen Bädertages. Schirmer, Glatz 1885.
- Die Therapie der chronischen Lungenschwindsucht. J. F. Bergmann, Wiesbaden 1889. Digitalisat